# Nic Balthazar
Nic Balthazar (Gand, 24 luglio 1964) è un regista, giornalista, produttore cinematografico e conduttore televisivo e radiofonico belga.

## Filmografia

### Cinema
- Ben X (2007)
- The Big Ask (2008)
- The Big Ask Again: Dance for the Climate (2009)
- Tot Altijd (2012)

## Libri
- Ben X6 (2003)
- Nothing Was All He Said (2005)
- Neeland (2013)

## Riconoscimenti
- European Film Award
  - Premio del pubblico per il miglior film europeo